# MV Sygna
MV Sygna fue un granelero noruego construido por Austin & Pickersgill para J. Ludwig Mowinckels Rederi en 1967. Encalló en Stockton Beach en Australia durante una gran tormenta en 1974. Después de que su sección de proa fuera reflotada, su popa permaneció varada y se convirtió en un ícono y punto de referencia para el área local, hasta que los restos visibles del naufragio se derrumbaron en el mar en 2016.

## Hundimiento
Durante mayo de 1974, la costa de Nueva Gales del Sur se vio azotada por grandes tormentas que provocaron fuertes oleajes tanto en Sídney como en Newcastle. El puerto de Newcastle registró un oleaje de más de 17 m (56 pies) en la entrada.
En el momento del accidente, el Sygna estaba esperando un cargamento de 50.000 toneladas de carbón destinado a Europa. Estaba anclado a 4 kilómetros de Newcastle cuando la Oficina Meteorológica emitió una advertencia de tormenta severa y ordenó a los barcos que se adentraran en el mar. Siete de los diez barcos anclados frente a Newcastle lo hicieron; el Sygna no estaba entre ellos.
A primera hora de la mañana siguiente, con ráfagas de viento de 165 km/h (89,1 nudos), el capitán dio órdenes de zarpar. Sin embargo, incluso con los motores a toda marcha, el Sygna no pudo avanzar y la tormenta lo hizo ponerse paralelo a la playa y encalló.
Con el fuerte mar azotando el barco accidentado, su capitán envió un mensaje de socorro por radio y dio la orden de abandonar el barco. Un helicóptero Iroquois del Escuadrón de Búsqueda y Rescate de la Base Williamtown de la RAAF rescató a los 30 marineros atrapados en el barco en condiciones cercanas a un ciclón. Nadie resultó herido o muerto en el incidente. McFarlane fue galardonado con la Cruz de la Fuerza Aérea, y otros miembros de su tripulación recibieron elogios por sus heroicos esfuerzos durante el rescate.
El Sygna perdió aproximadamente 700 toneladas de petróleo durante el accidente. La mayor parte de este petróleo se dispersó debido a las fuertes olas y no se emprendió ninguna acción de limpieza o recuperación.
Después de que la tormenta se calmó, comenzaron las operaciones de salvamento. El barco se inclinó, lo que provocó que la sección de popa, más pesada, se hundiera en aguas más profundas, lo que provocó que el barco se rompiera la parte trasera.
El 4 de septiembre, un equipo de salvamento dirigido por el millonario japonés Kitoku Yamada reflotó el barco después de reparar varios agujeros en el casco y luego bombear miles de toneladas de agua. La sección de popa fue reflotada primero, seguida por la proa, que había estado descansando profundamente en la arena. La proa permaneció a flote, pero desafortunadamente para los rescatadores, la popa volvió a encallar a unos 80 m (262 pies) de la playa y gradualmente se asentó en la arena mientras los equipos de salvamento la despojaban de todos los objetos de valor.
En noviembre de 1974 se realizó otro intento de salvamento de la popa del Sygna. Esto provocó un derrame de petróleo muy pesado, que se extendió a lo largo de un tramo de 16 kilómetros (10 millas) de Stockton Beach. Las excavadoras intentaron enterrar el petróleo en la arena por encima de la marca de marea alta. Después de quedar en la bahía Salamander en Port Stephens, la sección de proa fue remolcada en enero de 1976 y desguazada en Kaohsiung, Taiwán.

## Pecio
Respecto al pecio, la popa yacía en Stockton Beach, deteriorándose lentamente debido a los duros elementos del entorno. Según la autoridad portuaria de Newcastle, el Sygna era el último de los 59 barcos que se perdieron en las costas de Newcastle.
El 14 de enero de 2010 se informó que el Servicio Nacional de Parques y Vida Silvestre de Nueva Gales del Sur y los expertos en transporte marítimo creían que el Sygna podría oxidarse hasta la línea de flotación en diez años. Durante las tormentas del fin de semana del 4 y 5 de junio de 2016, la superestructura restante se derrumbó en el océano, dejando solo una pequeña parte del casco aún visible por encima de la línea de flotación.